# Le Triomphe du vainqueur
Le Triomphe du vainqueur (en russe : Torjestvo pobediteleï) est une nouvelle d'Anton Tchekhov, parue en 1883.

## Historique
Le Triomphe du vainqueur est initialement publié dans la revue russe Les Éclats, no 9, du 26 février 1883, sous le pseudonyme d’Antocha Tchékhonté. Aussi traduit en français sous le titre L’Œuvre des vainqueurs.

## Résumé
C’est le vendredi du Carnaval. Le fonctionnaire Alexeï Ivanytch Kozouline a invité ses subordonnés à son domicile pour un banquet mémorable. Le jeune narrateur reçoit comme instruction de la part son père de rire aux remarques spirituelles de Kozouline. Peut-être que ces marques de soumission lui vaudront une place de commis aux écritures ?
Kozouline se met à raconter ses débuts dans la fonction publique ; il était alors sous les ordres de Kouritsine, mais ce dernier le traitait plus comme un valet qu’autre chose. Pour se venger, Kozouline ordonne alors ce soir même à Kouritsine de faire le pitre.
Puis c’est au tour du père du narrateur, à qui on demande de faire le coq en courant autour de la table ; et à son fils de l’imiter. Peut-être sera-t-il commis aux écritures ?

## Édition française
- Le Triomphe du vainqueur, traduit par Madeleine Durand et André Radiguet, in Œuvres I, Paris, Éditions Gallimard, coll. « Bibliothèque de la Pléiade » no 197, 1968  (ISBN 978-2-07-0105-49-6).